# Umetnostno drsanje na Zimskih olimpijskih igrah 1928
Umetnostno drsanje na Zimskih olimpijskih igrah 1928.

## Dobitniki medalj
| Tekma  | Zlato                        | Srebro                      | Bron                            |
| moški  | Gillis Grafström             | Willy Böckl                 | Robert Van Zeebroeck            |
| Ženske | Sonja Henie                  | Fritzi Burger               | Beatrix Loughran                |
| Pari   | Andrée Joly in Pierre Brunet | Lilly Scholz in Otto Kaiser | Melitta Brunner in Ludwig Wrede |